# Buzz (Ryanair)

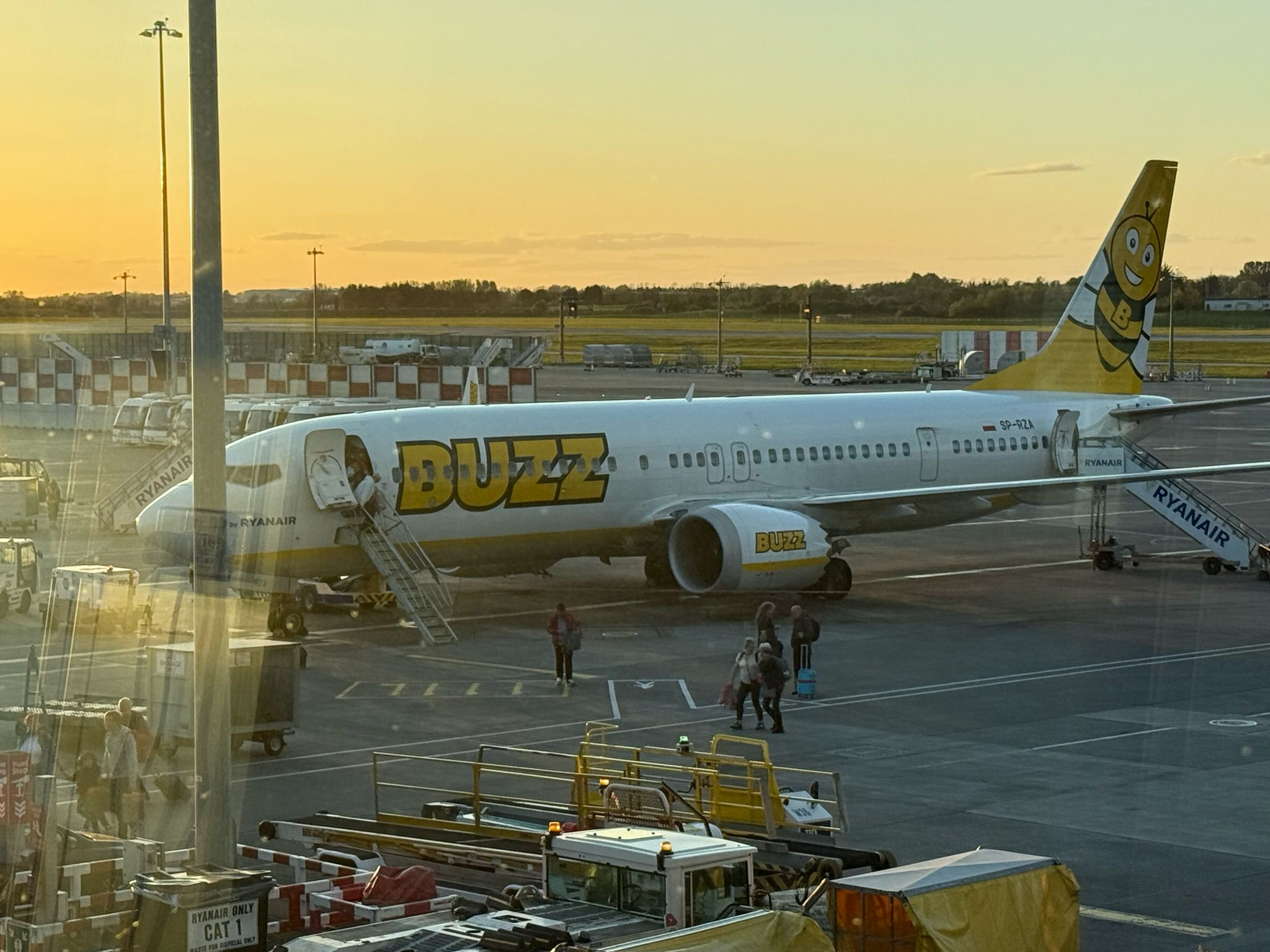
Aereo in livrea Buzz all'aeroporto di Dublino

Buzz è una compagnia aerea polacca con sede a Varsavia. Precedentemente chiamata Ryanair Sun, è una controllata della compagnia aerea irlandese Ryanair Holdings e una compagnia aerea gemella di Ryanair, Ryanair UK, Malta Air e Lauda Europe.
Costituita nel 2017 e inizialmente posizionata come compagnia aerea charter senza alcun servizio di linea, Buzz ha iniziato a operare voli di linea per conto di Ryanair, anche fuori dalla Polonia. Nel marzo 2019, Ryanair ha annunciato che Ryanair Sun sarebbe stata rinominata Buzz nell'autunno dello stesso anno. Buzz ha iniziato ad operare con il nuovo nome nel gennaio 2020.

## Storia
La compagnia è stata fondata nel 2017 con il nome di Ryanair Sun ed ha iniziato le operazioni il 23 aprile 2018. Inizialmente operava voli charter per conto di tour operator polacchi con 5 Boeing 737-800 trasferiti da Ryanair. Nel settembre 2018 Ryanair ha annunciato la chiusura di tutte le proprie basi polacche entro gennaio 2019 per essere sostituita da Ryanair Sun, che iniziò ad operare voli di linea per conto della compagnia irlandese. A marzo 2019 Ryanair ha annunciato per l'autunno dello stesso anno il rebrand di Ryanair Sun in Buzz, nome già adottato da una compagnia aerea britannica attiva tra il 2000 e il 2004 e acquistata da Ryanair nel 2003.